# 巴克三微中子觀測所
巴克三微中子觀測所 ( Baksan Neutrino Observatory，BNO)是INR RAS的一個科學實驗室，座落於蘇聯高加索山的巴克三峽谷。它於1977年開始運作，是前蘇聯這一類觀測所中的第一個。它有一架在巴克三地表之下300公尺的閃爍望遠鏡，位於3,500公尺深處的鎵 - 鍺微中子望遠鏡 (SAGE實驗)，和一定數量的地面設施。

## 外部連結
- Photographs of the Baskan Observatory via englishrussia.com （页面存档备份，存于）